# Waterline
Waterline är en singel av den irländska popduon Jedward som släpptes den 24 februari 2012. Låten är skriven av svenska singersongwritern Nick Jarl samt Sharon Vaughn. 
Låten representerade Irland i Eurovision Song Contest 2012 i Baku i Azerbajdzjan. Jedward framträdde med låten i den första semifinalen den 22 maj 2012. Bidraget hade startnummer 18 och var därmed sist i semifinalen. Det tog sig vidare till finalen som hölls den 26 maj. Där kom det på 19:e plats med 46 poäng. Det fick som högsta poäng en 10:a från Storbritannien. Sverige gav dem en 5:a.
Låten var deras tävlingsbidrag i den irländska versionen av Melodifestivalen "The Late Late Show: Eurosong" där de tävlade den 24 februari om att få representera Irland för andra året i rad i Eurovision. Låten spelades upp för första gången i den irländska radiostationen RTE Radio 1 den 9 februari. De vann uttagningsfinalen med 114 poäng mot fyra andra bidrag.
Låten skickades i Sverige in till Melodifestivalen 2010 och Melodifestivalen 2011, med Eric Saade på demon, men ratades av uttagningsjuryn, då de istället valde Manboy och Popular. 
En preview musikvideo till Eurovision hade premiär den 19 mars. Den riktiga musikvideon spelades in i Tokyo, Japan, mellan den 1 och 7 april. Och musikvideon hade lades upp den 16 april på tvillingarnas youtube-kanal. De spelade själva in videon och Edward redigerade den.

## Spårlista
1. "Waterline" - 3:03[1]
2. "Waterline" (Instrumental) - 3:01[1]

## Listplaceringar

### Nationella singellistor
| Lista (2012) | Topplacering |
| ------------ | ------------ |
| Belgien      | 56           |
| Irland       | 5            |
| Österrike    | 62           |

### iTunes
| Lista (2012) | Topplacering |
| ------------ | ------------ |
| Sverige      | 25           |